# Фосбері-флоп
Фосбері-флоп (англ. fosbury flop) — техніка стрибка у висоту, розроблена і вперше представлена американським стрибуном у висоту Діком Фосбері, яка дозволила йому виграти золоту медаль Літніх Олімпійських ігор 1968 року і встановити новий олімпійський рекорд (2,24 м). На сьогоднішній день ця техніка використовується переважною більшістю стрибунів у висоту.

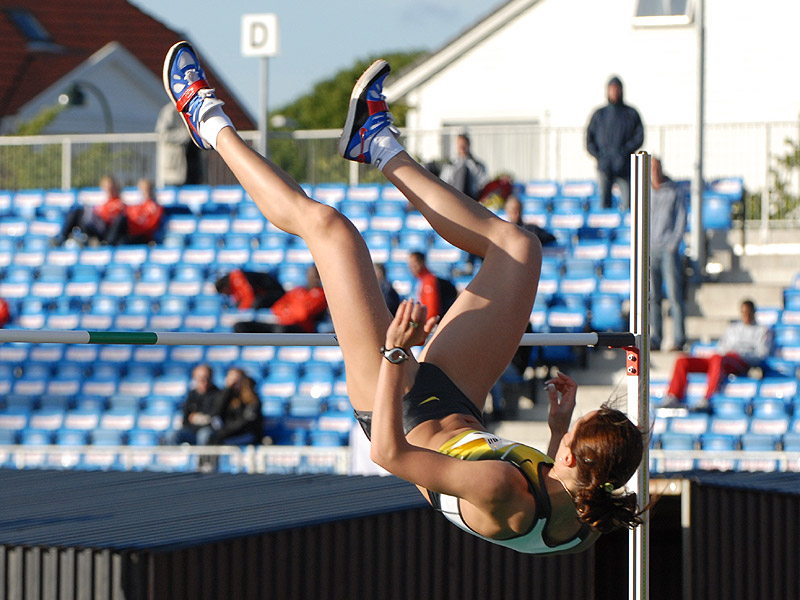
Олена Слесаренко в завершальній стадії стрибка

Техніка стрибка є такою: атлет прискорено розбігається по прямій або діагоналі до планки, останні кілька кроків (три або п'ять) здійснює по дузі, сильно відштовхується дальшою від планки ногою, роблячи другою ногою і руками сильний мах, потім пролітає над планкою головою вперед, спиною до землі, ковзаючи вздовж уявної спіралі, при цьому прогинаючись назад і намагаючись, щоб якомога більша маса тіла залишалася нижче планки. У завершальній стадії стрибка, коли над планкою лишаються тільки ноги, спортсмен рухається головою вниз і приземляється на мати спиною, плечима й головою.

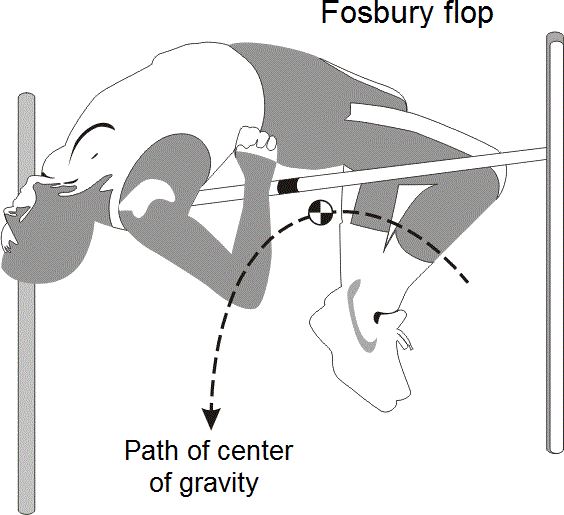
Центр мас атлета може весь час залишатися нижче планки.

Спосіб стрибка фосбері-флоп забезпечує взяття спортсменом планки при тому, що протягом усього стрибка його центр мас перебуває нижче планки (до 20 см).
При здійсненні стрибка істотну роль грають махові рухи, що здійснюються маховою ногою, руками, а також центром мас, зосередженим в тазовій частині стрибуна, які передають тілу енергію, накопичену під час розбігу. Важливу роль виконує і прогин атлета. З точки зору біомеханіки цей спосіб є найраціональнішим з тих, що існують.
Незабаром після ігор XIX Олімпіади сотні спортсменів стали «приміряти» стиль фосбері-флоп. Вони на практиці оцінили, які переваги дає швидкий розгін і політ над планкою спиною вниз. У 1973 році, стрибаючи цим стилем, американський атлет Дуайт Стоунз встановив новий світовий рекорд, першим підкоривши заповітний «круглий» рубіж — 2 метри 30 сантиметрів.
Щоправда, «перекидний» стиль здався не відразу. 1977 року спортсмен з України Володимир Ященко, стрибаючи таким стилем, встановив рекорд 2 метри 33 сантиметри, а потім додав до нього ще два сантиметри. Але 1980 року поляк Яцек Вшола підкорив 2 метри 35 сантиметрів стилем «флоп», і з того часу цей стиль став загальноприйнятим. У 1993 році «флоп» допоміг кубинцю Хав'єрові Сотомайору підняти планку світового рекорду до 2 метрів 45 сантиметрів.

## Навчальний фільм
- Союзспортфільм (1 987). Стрибки у висоту способом "Фосбюрі-флоп". Навчання техніці..  На 17 хвилині. {{cite episode}}: Cite має пустий невідомий параметр: |Episodelink= (довідка); Пропущений або порожній |series= (довідка) [Архівовано 28 вересня 2017 у Wayback Machine.]